# Al Ayre Español
Al Ayre Español es un grupo vocal e instrumental español cuyos criterios interpretativos se basan en la corriente historicista y utilizan instrumentos de época. Fue fundado en 1988 por su director: el clavecinista Eduardo López Banzo. El nombre del conjunto lo inspira el título de una Fuga para guitarra de Gaspar Sanz.
Son conocidos principalmente por sus interpretaciones de música de compositores del Barroco español, como José de Nebra, José de Torres, Sebastián Durón y Antonio de Literes. Desde diciembre de 2003, el grupo ha incorporado a sus programas obras de autores como Händel, J.S. Bach, los Scarlatti, W.A. Mozart y Haydn.
Desde su presentación en el Festival de Utrecht, han dado numerosos conciertos por todo el mundo y participado en prestigiosos festivales y salas de música, como el Konzerthaus y Musikverein de Viena, el Concertgebouw de Ámsterdam, el Festival van Vlaanderen (Festival de Flandes, en Bélgica), el Internationale Festtage Alter Musik de Stuttgart, el Lufthansa Festival of Baroque Music de Londres, los Festivales de Saintes, Ambronay y Beaune, el de la Opéra Comique de París, el de la Library of Congress de Washington, el Festival Internacional Cervantino de México y el Festival del Lago de Constanza.
También han grabado música para emisoras de televisión y radio, como NOE y KRO (Países Bajos), BRT (Bélgica), Süddeutscher Rundfunk, Südwestfunk, MDR y Deutschlandradio (Alemania), Radio France y Radio Classique (Francia), BBC, ORF y RTVE.
A lo largo de los años, han recibido numerosos premios, como Editor’s Choice de Gramophone (Londres), Choc Anual de Le Monde de la musique, Diapason d'or, 10 de Répertoire y Télérama (Francia), Fono Forum (Alemania), CD Compact (España) y, gracias a la labor de su director en la recuperación del patrimonio musical barroco español, el Premio Nacional de Música de España en 2004. 
Desde el año 2004, el conjunto cuenta con el apoyo del Gobierno de Aragón y el Auditorio de Zaragoza.

## Discografía
- 1992 - Juan Manuel de la Puente: Cantatas y villancicos.[12] Colección Documentos Sonoros del Patrimonio Musical de Andalucía. Almaviva DS-0102
- 1993 - A Century of Spanish Baroque Music.[13] Fidelio Classics 9205
- 1994 - Barroco Español - Vol. I: "Mas no puede ser". Villancicos. Cantatas et al..[14] Deutsche Harmonia Mundi[15] 05472 77325 2
- 1995 - Barroco Español - Vol. II: "Ay Amor". Zarzuelas.[16] Deutsche Harmonia Mundi 05472 77336 2
- 1997 - Barroco Español - Vol. III: "Quando muere el sol". Música penitencial en la Capilla Real de Madrid. Deutsche Harmonia Mundi 05472 77376 2
- 1998 - Antonio de Literes: Los Elementos.[17] Ópera armónica al estilo italiano. Deutsche Harmonia Mundi 05472 77385 2
- 1999 - J. de Torres:[18] Cantadas. Spanish Solo Cantatas (18th century). Deutsche Harmonia Mundi 05472 77503 2
- 1999 - Quarenta horas. Deutsche Harmonia Mundi 74321 72619 2
- 2001 - Antonio de Literes: Acis y Galatea.[19] Deutsche Harmonia Mundi 05472 77522 2
- 2001 - José de Nebra:[20] Miserere.[21] Deutsche Harmonia Mundi 05472 77532 2
- 2003 - Antonio de Literes: Júpiter y Semele.[19][22] Júpiter y Semele o El estrago en la fineza. Harmonia Mundi Ibérica 987036.37 (2 CD)
- 2005 - A Batallar Estrellas. Música de las catedrales españolas del siglo XVII.[23] Harmonia Mundi Ibérica 987053
- 2005 - La Cantada Española en América. Harmonia Mundi Ibérica 987064
- 2006 - José de Nebra: Arias[24] de zarzuelas. Harmonia Mundi Ibérica 987069
- 2007 - Handel: Amadigi di Gaula. Ambroisie AM 133[25] AM 133
- 2008 - Handel: Rodrigo. Ambroisie AM 132
- 2011 - José de Nebra: Esta dulzura amable. Sacred Cantatas (Challenge Classics CC72509)
- 2012 - Handel's Memories. A selection from Grand Concertos op. 6.[26] (Challenge Classics CC72548)
- 2015 - Georg Friedrich Händel: To all Lovers of Musick. Sonatas Op. 5 (Challenge Classics CC72663)
- 2019 - Georg Friedrich Händel: Trio Sonatas Op. 2 (Challenge Classics CC72797)

Álbumes junto con otros grupos:
- 2001 - Resonanzen 2001. Viva España !. ORF. "Edition Alte Musik" CD 281 (3 CD + CD (dts)).

Cajas de discos:
- 2012 - Al Ayre Español Edition. Deutsche Harmonia Mundi. 0886919530520. Es una caja de 8 CD con las grabaciones para Deutsche Harmonia Mundi desde 1994 hasta 2001:
  - 1994 - Barroco Español - Vol. I: "Mas no puede ser"
  - 1995 - Barroco Español - Vol. II: "Ay Amor". Zarzuelas"
  - 1997 - Barroco Español - Vol. III: "Quando muere el sol"
  - 1998 - Antonio de Literes: Los Elementos
  - 1999 - J. de Torres: Cantadas
  - 1999 - Quarenta horas.
  - 2001 - Antonio de Literes: Acis y Galatea
  - 2001 - José de Nebra: Miserere